# About Time (serie de televisión)
About Time (en hangul, 멈추고 싶은 순간: 어바웃타임; romanización revisada, Meomchugo sipeun: eobauttaim) es una serie de televisión surcoreana emitida del 21 de mayo al 10 de julio de 2018, a través del canal TVN.

## Sinopsis
Choi Michaela (Lee Sung Kyung) es una actriz musical que posee la habilidad especial de ver el reloj de vida de las personas. Sin embargo, las cosas cambian cuando conoce a Lee Do Ha (Lee Sang Yoon), un hombre que tiene la capacidad de detener el reloj de Michaela y pronto ambos comienzan a enamorarse.

## Reparto

### Personajes principales
- Lee Sang-yoon como Lee Do Ha.[5][6]
  - Moon Woo-jin como Do-ha (de niño).
- Lee Sung Kyung como Choi Michaela.[7][8]
- Kim Dong-jun como Jo Jae Yoo.[9]
- Lim Se Mi como Bae Soo Bong.[10]

### Personajes secundarios
Familia de Do-ha
- Jung Dong-hwan como Lee Seon-moon, el padre de corazón frío de Lee Do-ha.
- Min Sung-wook como Lee Do-bin, el hermano mayor de Lee Do-ha.
- Jung Moon-sung como Yoon Do-san, el medio hermano de Do-bin y Do-ha.
- Kim Sa-hee como Kim Hye-young, la esposa de Do-bin, una mujer rica, distante y elegante que esconde un secreto.

Familia de Michaela
- Na Young-hee como Jin Ra-hee, la madre mimada de Choi Michaela y Choi Wee-jin.
- Rowoon como Choi Wee-jin, un actor musical y el hermano menor de Choi Michaela.[11]

Personajes relacionados con Do-ha
- Tae In-ho como Park Sung-bin, un doctor y amigo de Do-ha.
- Kang Ki-doong como Park Woo-jin, el secretario de Do-ha.
- Kim Gyu-ri como Kim Joon-ah, el primer amor de Do-ha.

Personajes relacionados con Michaela
- Han Seung-yeon como Jeon Sung-hee, la mejor amiga de Choi Michaela.[12]
- Kim Hae-sook como Oh So-nyeo, aliada de Choi Michaela.

### Otros personajes
- Jang Gwang como profesor Park Sun-saeng, el novio de Oh So-nyeo.
- Oh Ah-rin como Yoon Ah-in.

### Apariciones especiales
- Kim Kyung-nam como un oficial de policía. (ep. 2).
- Kim Gyu-ri como Kim Joon-ah (ep. 5-10), actriz de Broadway y el primer amor de Do-ha.
- Yu Xiaoguang como Zhang Qiang.
- Lee Dae-yeon como un esposo (ep. 1).
- Baek Ji-won como una esposa (ep. 1).

## Música
La primera canción de la banda sonora original de la serie fue lanzada el 22 de mayo de 2018, mientras que la segunda parte fue lanzada el 29 de mayo del mismo año.

### Parte 1
| No. | Intérprete | Canción                                     | Letra         | Música                        | Duración |
| --- | ---------- | ------------------------------------------- | ------------- | ----------------------------- | -------- |
| 1   | Kim E-Z    | "Amazing Thing" (신기한 일)                 | Lee Sang-hoon | Lee Sang-hoon y Choi Hye-sung | 3:14     |
| 2   | -          | "Amazing Thing (Inst.)" (신기한 일 (Inst.)) | -             | Lee Sang-hoon y Choi Hye-sung | 3:14     |

### Parte 2
| No. | Intérprete  | Canción             | Letra                               | Música                       | Duración |
| --- | ----------- | ------------------- | ----------------------------------- | ---------------------------- | -------- |
| 1   | Park Bo-ram | "Yesterday"         | Mathi, Park Geun-chul y Jung Su-min | Park Geun-chul y Jung Su-min | 4:16     |
| 2   | -           | "Yesterday" (Inst.) | -                                   | Park Geun-chul y Jung Su-min | 4:16     |

### Parte 3
| No. | Intérprete | Canción         | Letra                              | Música                             | Duración |
| --- | ---------- | --------------- | ---------------------------------- | ---------------------------------- | -------- |
| 1   | Hui        | "Maybe"         | RUNY, Park Geun-chul y Jung Su-min | Park Geun-chul, Jung Su-min y RUNY | 4:21     |
| 2   | -          | "Maybe" (Inst.) | -                                  | Park Geun-chul, Jung Su-min y RUNY | 4:21     |

## Producción
La serie fue creada por Studio Dragon. La serie también fue conocida como A Moment I Want to Stop: About Time.
Contó con el director Kim Hyung-sik, el escritor Chu Hye-mi y con los productores ejecutivos Bae Sun-hae y Lee Min-jin.
En enero de 2018, se anunció que el actor Lee Seo-won había sido elegido para interpretar a Jo Jae-yoo, sin embargo, el 16 de mayo de 2018, se anunció que Seo-won había sido acusado de molestar sexualmente y amenazar a una colega, por lo que se encontraba bajo investigación. Debido al incidente, el equipo de producción había decidió removerlo de la serie, reemplazarlo y filmar nuevamente las escenas donde aparecía. El 17 de mayo del mismo año, se anunció que Seo-won había sido reemplazado por el cantante y actor Kim Dong-jun.
La primera lectura del guion fue realizada en febrero de 2018.
La serie fue distribuida por TVN y contó con el apoyo de la compañía de producción Story TV.